# Бої за Волноваху
Бої за Волноваху — бойові дії за контроль над містом Волноваха у Донецькій області, що почалися після початку повномасштабного вторгнення Росії в Україну 24 лютого 2022 року.
12 березня 2022 року місто опинилося в тимчасовій окупації ЗС РФ.

## Перебіг подій

### Лютий
27 лютого війська РФ спершу захопили Волноваху, але незабаром були вибиті з міста українською армією. Протягом двох діб російські окупанти наступали на місто, його обстрілювали з «градів» і артилерії, через що загинуло щонайменше 20 мирних жителів і пошкоджено житлові будинки.
28 лютого, в ніч проти 1 березня в місті тривали бої, саме місто було майже знищено, але лишилося під контролем України. За даними голови Донецької ОВА Павла Кириленко, зранку Маріуполь та Волноваха залишалися найгарячішими точками Донеччини.

### Березень
1 березня увечері з міста було евакуйовано 346 людей. Цього дня місто було практично повністю зруйновано.

#### 2 березня
До ночі з міста було евакуйовано 400 осіб, люди перебували під обстрілами чотири доби.

#### 3 березня
Російський винищувач-бомбардувальник Су-34 був збитий біля Волновахи близько 11 години. Пілоти цього літака здійснювали бомбардування цивільного населення та інфраструктури міста.

#### 4 березня
Сили ППО збили ще один винищувач-бомбардувальник Су-34; пілот катапультувався. Після того був збитий ворожий гвинтокрил Мі-8, який прилетів за пілотом збитого Су-25.

## Втрати
26 лютого Загинув сержант 25 ОПДБр герой України Ханін Андрій Павлович в боях з агресором в ході відбиття російського вторгнення в Україну поблизу м. Волновахи на Донеччині. Під час бою знищив танк ворога та близько 10 осіб особового складу противника. Отримавши поранення, допомагав пораненим співслужбовцям та до останнього виконував свій обовʼязок